# Crosby-Nunatakker
Die Crosby-Nunatakker sind drei Nunatakker im ostantarktischen Enderbyland. Sie ragen 3 km nordöstlich des Mount Morrison im nördlichen Teil der Tula Mountains auf.
Kartiert wurden sie anhand von Luftaufnahmen, die Teilnehmer einer Mannschaft der Australian National Antarctic Research Expeditions im Jahr 1956 anfertigten. Das Antarctic Names Committee of Australia (ANCA) benannte den Berg nach William Edward Crosby (1902–unbekannt), britisches Besatzungsmitglied der RSS Discovery bei der British Australian and New Zealand Antarctic Research Expedition (BANZARE, 1929–1931) unter der Leitung des australischen Polarforschers Douglas Mawson.